# Obtusodonta manitobae
Obtusodonta manitobae là một loài tò vò trong họ Ichneumonidae.